# Pratków
Pratków [pronunciación en polaco: /ˈpratkuf/] es un pueblo ubicado en el distrito administrativo de Gmina Zduńska Wola, dentro del Condado de Zduńska Wola, Voivodato de Łódź, en Polonia central. Se encuentra aproximadamente a 10 kilómetros al noroeste de Zduńska Wola y a 43 kilómetros al oeste de la capital regional Łódź.